# 落合豊一
落合 豊一（おちあい とよかず、1896年3月22日 - 1958年10月2日）は、日本の経営者。第3代日商社長。

## 経歴・人物
徳島県生まれ。1917年神戸高等商業学校（現神戸大学）卒業、鈴木商店入社。鈴木商店シアトル支店に勤務し、1918年には日本人初のシカゴ商品取引所メンバーとなった。1928年日商入社、1954年日商社長。1958年逝去、正六位勲四等瑞宝章。